# Nhật Lệ
El Nhật Lệ (en vietnamita, Sông Nhật Lệ) es un río del sudeste de la República Socialista de Vietnam. Este río da a la provincia de Quảng Bình su abreviatura vietnamita: Nhật Lệ.

## Geografía
Tiene su origen en las Montañas Trường Sơn en Quang Binh, República Socialista de Vietnam. Es el río más largo de la provincia de Quang Binh. Tiene una longitud de 85 km (20 de estos kilómetros transcurren por la ciudad de Dong Hoi). Se dice que este río comparte sus orígenes con el río Kien Giang en el río Long Dai.
El río termina en el mar de la China Meridional.
- Datos: Q2299182